# The World Is Yours (Scarface)
The World Is Yours è il secondo album del rapper Scarface. L'album debuttò alla posizione #10 della Billboard 200 e la #1 della R&B/hip hop album chart. L'album ha vinto il Disco d'oro il 20 ottobre del 1993. L'album è un riferimento al film Scarface del 1983.

## Tracce
1. Intro – 1:05 – N.O. Joe
2. Lettin' 'Em Know – 5:16 – N.O. Joe
3. Comin' Agg – 3:29 – N.O. Joe
4. The Wall – 4:37 – N.O. Joe
5. Let Me Roll (featuring J. Prince) – 4:53 – Scarface
6. You Don't Hear Me Doe (featuring DMG) – 3:57 – N.O. Joe
7. One Time (Interlude) – 1:27 – N.O. Joe
8. Dying With Your Boots On – 2:34 – N.O. Joe
9. I Need a Favor (Interlude) – 3:27 – James Smith, John Bido
10. Still That Aggin' – 5:16 – Scarface
11. Strictly for the Funk Lovers – 6:09 – N.O. Joe
12. Now I Feel Ya – 7:34 – James Smith, John Bido
13. Funky Lil Aggin' (featuring 2 Low) – 4:20 – N.O. Joe
14. Mr. Scarface, Part III: The Final Chapter – 4:31 – James Smith, John Bido
15. He's Dead – 5:21 – N.O. Joe
16. I'm Black – 4:23 – N.O. Joe
17. Outro – 1:18 – N.O. Joe

## Samples
- "Dying With Your Boots On"
  - "Windmills of Your Mind" di Barbara Lewis
  - "God Make Me Funky" by The Headhunters feat. Pointer Sisters
- "He's Dead"
  - "Player's Balling (Players Doin' Their Own Thing)" di Ohio Players
  - "Murder by Reason of Insanity" di Scarface
- "Let Me Roll"
  - "Dukey Stick" di George Duke
- "Now I Feel Ya"
  - "Kissing My Love" di Bill Withers
  - "Munchies for Your Love" di Bootsy's Rubber Band
- "Strictly for the Funk Lovers"
  - "Promentals***backwashpsychosis Enema Squad (The Doo-Doo Chasers)" di Funkadelic
- "The Wall"
  - "If I Was Your Girlfriend" di Prince

## Album chart positions
| Anno | Album              | Chart positions | Chart positions        |
| Anno | Album              | Billboard 200   | Top R&B/Hip Hop Albums |
| ---- | ------------------ | --------------- | ---------------------- |
| 1993 | The World Is Yours | 7               | 1                      |

## Singles chart positions
| Anno | Canzone       | Chart positions   | Chart positions                  | Chart positions |
| Anno | Canzone       | Billboard Hot 100 | Hot R&B/Hip-Hop Singles & Tracks | Hot Rap Singles |
| ---- | ------------- | ----------------- | -------------------------------- | --------------- |
| 1993 | Let Me Roll   | 87                | 50                               | 2               |
| 1993 | Now I Feel Ya | -                 | 79                               | 19              |